# ハーブ&ドロシー アートの森の小さな巨人
『ハーブ＆ドロシー アートの森の小さな巨人』（原題： Herb and Dorothy）とは、佐々木芽生によるドキュメンタリー映画。アメリカ合衆国のナショナル・ギャラリーに多数の現代アートのコレクションを寄付したことで知られる、ハーブとドロシーのヴォーゲル夫妻を題材としている 。
2008年にハンプトン国際映画祭のドキュメンタリー部門で「金のヒトデ」賞を受賞した。
日本では2010年にあいち国際女性映画祭において『ハーブ&ドロシー アートの歴史を塗りかえた小さな二人』というタイトルで上映された。
2012年に『ハーブアンドドロシー ふたりからの贈りもの』（Herb & Dorothy 50x50）が続篇として公開された。

## 制作背景
2002年2月に佐々木が制作にかかわったNHKの教育番組で、ナショナル・ギャラリーにおけるクリストとジャンヌ＝クロードの展覧会を撮影した際、展示会の作品がヴォーゲル・コレクションの一部であること、二人の人間性、蒐集方法と寄贈について知り、衝撃を受けたことが切っ掛けでこの二人のことを伝えたいと考えた。しかし当時はデジタルカメラを回せば映画が撮影できると考えていたが、実際は予算が当初の4倍もの金額に膨れ上がった。

## 出演

### ヴォーゲル夫妻
ハーバート（ハーブ）・ヴォーゲル Herbert Vogel(1922-2012)
ニューヨークの元郵便局員。ポーランドとロシア系ユダヤ人の間に生まれる。当初は貧しく、明日をも知れぬ生活をしていたこともあった。当時流行のスーツを着ていた際、厳格な父親に反対され、それを切っ掛けに高校を中退する。学校嫌いで芸術の知識は最初図書館の本から得ていた。後に大学で西洋絵画だけでなく、中国や日本の芸術についても学んだ。これらの知識は収集の時に活かされた。自身も抽象画を主とする絵描きであり、彼の収入を使って二人は作品の収集を行っていた。
ドロシー・ヴォーゲル Dorothy Vogel(1935-)
公立図書館の元司書。彼女の収入は二人の生活費に充てられていた。

### 主なアーティスト
- クリストとジャンヌ＝クロード
- ジャンヌ・クロード（英語版）
- ロバート・マンゴールド
- シルビア・マンゴールド（英語版）
- ソル・ルウィット
- ロバート・バリー（英語版）
- リンダ・ベングリス（英語版）
- チャック・クローズ（英語版）
- ルチオ・ポッツィ（英語版）
- パット・ステアー（英語版）
- リチャード・タトル（英語版）
- ローレンス・ウィナー（英語版）

## 受賞歴
- ハンプトン国際映画祭　最優秀ドキュメンタリー作品賞、観客賞
- シルバードックス　観客賞
- パームスプリングス国際映画祭　ベスト・オブ・フェスト
- フィラデルフィア国際映画祭　観客賞
- プロビンスタウン映画祭 最優秀ドキュメンタリー作品賞